# Сингоніум
Сингоніум (Syngonium) — рід багаторічних вічнозелених рослин родини кліщинцевих (Araceae).
Зустрічаються в Центральній Америці (Беліз, Коста-Рика, Сальвадор, Панама, Гватемала, Гондурас, Нікарагуа, Мексика) і Південній Америці (Французька Гвіана, Гаяна, Суринам, Венесуела, Болівія, Колумбія, Еквадор, Перу, Бразилія), а також в Вест-Індії (Куба, Ямайка, Гаїті, Тринідад і Тобаго).
Найбільшого видового різноманіття Сингоніуми досягли в Коста-Риці і Панамі, де зустрічаються 16 видів Сингоніум: в Коста-Риці — 13, в Панамі — 11. У Мексиці зустрічається 8 видів, в Центральній Америці — 8 видів і в Вест-Індії — єдиний вид.
Плоди сингоніуму ножколистного місцевими жителями вживаються в їжу.